# Pécsbagota
Pécsbagota je selo u južnoj Mađarskoj.
Zauzima površinu od 6,07 km četvornih.

## Zemljopisni položaj
Nalazi se na 45° 59' 25" sjeverne zemljopisne širine i 18° 4' 24" istočne zemljopisne dužine. 
Ranjoš je 3 km sjeveroistočno, Bokšica je 3 km jug-jugoistočno, Garčin je 3,5 km istočno-jugoistočno, Tišnja je 3,5 km jugozapadno, Bičir je 1,7 km sjeverno, Szabadszentkirály je 1 km sjeverozapadno, Gredara je 2,5 km zapadno, Zuka je 1,8 km sjeveroistočno, a Valinje (Velinjevo) je 600 m jugozapadno.

## Upravna organizacija
Upravno pripada Selurinačkoj mikroregiji u Baranjskoj županiji. Poštanski broj je 7951.

## Povijest
Naseljeno još u brončano doba.

## Stanovništvo
Pécsbagota ima 120 stanovnika (2001.). 

## Vanjske poveznice
- (mađ.) Pécsbagota a Gyaloglón  Arhivirana inačica izvorne stranice od 8. lipnja 2009. (Wayback Machine)
- Dr.Tímár György: Királyi Sziget Szigetvár várgazdaságának iratai 1546-1565. Pécs,1989.
- (mađ.) Magyar Elektronikus Könyvtár
- Pécsbagota na fallingrain.com